# Sirovci
Sirovci (znanstveno ime Tyromyces) so rod gliv iz družine (Incrustoporiaceae).
Ime rodu izvira iz grških besed tyros τυρός - sir in myces μύχης - goba.

## Značilnosti
Trosnjaki sirovcev so klobučasti ali skorjasti. Plodovi so kratkotrajni in so večinoma bele barve, ko pa se posušijo pa potemnijo. Trosovnica je luknjičasta in je običajno bela do smetanasta, včasih z zelenkastimi odtenki. Tako kot površina kapice tudi ta potemni, ko se posuši. Na lestu povzročajo belo trohnobo.
Sistem hif je monomitičen, kar pomeni, da gliva vsebuje samo generativne hife, ki imajo v tem primeru micelijske zaponke. Trosi so gladki, s tankimi stenami in prosojni. So jajčaste ali klobasaste oblike in neamiloidni.

## Seznam sirovcev Slovenije[4]
- snežnobeli sirovec (Tyromyces chioneus)
- oranžni sirovec (Tyromyces kmetii)